# 叶戈罗夫斯克市镇
叶戈罗夫斯克市镇（俄语：Муниципальное образование «Егоровск»）是俄罗斯联邦伊尔库茨克州阿拉尔区所属的一个市镇。其下辖有3个居民点，行政中心为叶戈罗夫斯卡亚。据2016年统计，该市镇的人口为526人。